# Барышева, Наталья Здиславовна
Наталья Здиславовна Барышева (род. 22 июля 1946, Одесса) — советская балерина. Народная артистка Украинской ССР (1979).

## Биография
Родилась в 1946 году в Одессе.
В 1962 окончила Одесскую хореографическую школу, стажировалась в Большом театре в классе Марины Сёменовой.
С 1963 солистка Одесского театр оперы и балета.
В 1979 году удостоена звания Народная артистка Украинской ССР.
В 1985 году сыграла в фильме-балете «Маскарад», исполнив роль баронессы Штраль.
В 1984 году закончила ГИТИС по специальности «педагог-балетмейстер» и с 1986 по 2000 год работала педагогом-репетитором.